# Падмасамбгава

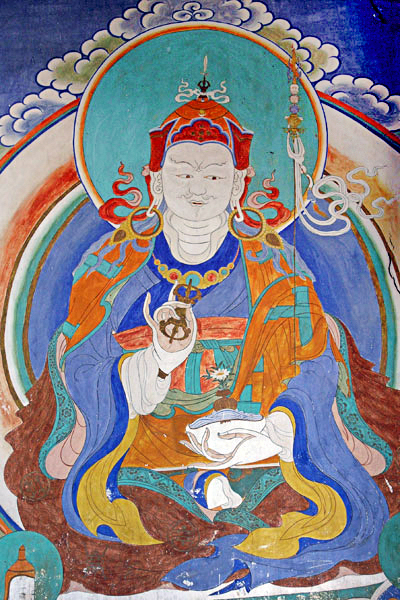
Падмасамбгава. Настінний розпис у Wangdue Phodrang dzong (Бутан)

Падмасамбгава (санскр. पद्मसंभव — «народжений із лотосу»; кит.: 蓮華生上師, Lian Hua Sheng Shang Shi; тиб. Pema Jungne, pad ma 'Byung gnas) — pad ma 'Byung gnas) — Будда поза межею часу, котрий зі співчуття до істот проявився в Бгараті (Індії) і згодом дарував вчення Тантри в Тибеті, Бутані, Непалі та його традиція вчень терма є традицією спеціально створеною для людей нашого часу. Знаходиться поза межею шкіл, конфесій, релігійних традицій, національностей і т. д.
Згідно з традиційним життєписом, Падмасамбгава був проявом, «Самопроявом» (нірманакая) будди Амітабги; він народився з квітки лотосу, за що й отримав своє ім'я. Бувши, як і Будда Шак'ямуні, принцом, Падмасамбгава знову, як і Будда, покинув палац і став відлюдником. Під час медитацій на кладовищах і в недоступних печерах він отримав таємну тантричну посвяту від дакіні й постав величним йоґом.
Прибувши до Тибету, Падмасамбгава проповідував буддизм і демонстрував тибетцям свої магічні здібності. Імовірно, тантричний буддизм Падмасамбгаваи, принаймні зовні, здався тибетцям схожим на звичний для них шаманізм. Як повідомляє життєпис, Падмасамбгава осоромив бонських жерців і чаклунів, перевершивши їхнє магічне мистецтво, і підпорядкував демонів і злих духів Тибету, навернувши їх у буддизм і зробивши дгармапалами — божествами, які захищають Дгарму.
Падмасамбхава покинув Тибет у незвичайний спосіб: здійснив вознесіння на небо у своєму Тілі Світла по веселці верхи на коні.

## Мантра Падмасамбгави

Мантра Падмасамбгави (Гуру Рінпоче) в Lanydza (Ranjana), тибетське написання

У буддизмі існує усна традиція, за якої кожен великий Просвітлений вчитель є носієм мантри, що пов'язана з цим вчителем.
Це найвідоміша мантра Падмасамбгави, також її називають Vajra Guru Mantra, транслітерація

:
Oṃ Āh Hūṃ Vajra Guru Padma Siddhi Hūṃ (ОМ А ХУМ ВАДЖРА ГУРУ ПАДМА СІДДХІ ХУМ)